# Palmemordspodden
Palmemordspodden var ett svenskt poddradioprogram av och med Johannes Finnlaugsson. Varje vecka diskuterade han tillsammans med en eller flera gäster, ofta komiker eller programledare, något av de många spår som kommit upp i samband med utredningen av Palmemordet. Podden fick stor uppmärksamhet under vintern 2021 när Svenska Dagbladet presenterade Ingenjörsspåret som de undersökt efter tips från Finnlaugson och en av programmets lyssnare.

## Ingenjörsspåret
16 december 2021 publicerade Svenska Dagbladet en artikel om ett outrett spår i Palmeutredningen. Artikeln baserades på uppgifter från Johannes Finnlaugsson och en lyssnare av Palmemordspodden vid namn Simon. Simon driver samarbetsplattformen WPU som publicerar dokument från palmeutredningen och hade tipsat Johannes Finnlaugsson om roliga spår att göra avsnitt om i Palmemordspodden. Ett av spåren var ett brev där en organisation tog på sig mordet på Olof Palme och bifogade två tomhylsor och Simon uppmärksammade att signaturen i brevet påminde om en Twitter-användare. Johannes och Simon började undersöka spåret och upptäckte att utredningen aldrig identifierat brevskrivaren. Efter att ha funnit mer stark och kontrollerbar information kontaktade de Palmegruppens tidigare spaningsledare Hans Melander som lämnade informationen vidare till åklagare Krister Petersson. Petersson ansåg dock inte att informationen var tillräcklig för att åter öppna utredningen.
Finnlaugsson och Simon kontaktade Svenska Dagbladet vars journalister arbetade vidare med spåret. SvD kontaktade den man som man misstänkte hade skickat brevet med tomhyslorna. Han erkände att han skickat brevet.
Johannes Finnlaugsson säger att han inte är säker på att den utpekade mannen är den som mördade Olof Palme men han anser att spåret bör utredas vidare.

## Lista över avsnitt
Totalt gjordes 128 avsnitt av Palmemordspodden.
1. Introduktion med Kringlan Svensson
2. Ted Gärdestad med Kalle Lind
3. Christer Pettersson med Liv Strömquist
4. Kurdspåret med Soran Ismail
5. Lisbeth med Nanna Johansson
6. Lasermannen med Kristoffer Jonzon
7. CIA med Kristoffer Appelquist
8. 33-åringen med Cecilia Ramstedt
9. Hans Rausing med Jonatan Unge
10. Bonusmaterial!
11. Stig Bergling med Emma Knyckare
12. Stay-behind med Ola Söderholm
13. Scientologerna med Jesper Rönndahl
14. Kurdspåret II med Özz Nûjen
15. Pinochets dödslista med Camila Astorga Díaz
16. Mossad med Aron Flam
17. Bofors med David Batra
18. Självmordsteorin med Josefin Johansson
19. Baseballigan med Martin Soneby
20. Special med Gunnar Wall  (del 1)
21. Special med Gunnar Wall  (del 2)
22. Ustaša med Branne Pavlovic
23. Exet  med Jennie Wiberg
24. Hiphop-extremisterna med Promoe, Supreme & Pst/Q
25. Slagrutespåret med Moa Lundqvist
26. Bombmannen med Tomas Högblom
27. Landsförrädarspåret med Evelyn Mok
28. Tupacmordspodden med Felicia Jackson (feat. Ahmed Berhan)
29. Skyltmannen med Simon Svensson
30. Alf Enerström med Marcus Johansson
31. TV-spåren med Hasse Aro
32. Anti Avsan med Marja Nyberg
33. Säpo med Hasse Brontén
34. Ebbe Carlsson med Sandra Ilar
35. Japanska Röda Armén med Simon Gärdenfors
36. Christer Pettersson II  med Kryddan Peterson
37. Live på Krisses Kulturhus med Petrina Karlsson, Jørund Larsen & Khalid Geire
38. Carlos Schakalen med Nathalie Cécile
39. Tidningen med Fritte Fritzson
40. Konspirationsteori med Jessica Karlén
41. Thomas Quick med Dan Josefsson
42. Sigge Cedergren med Nisse Hallberg
43. Hans Holmér med Amanda Lindholm
44. Bröderna Kjellgren med Nils Lind
45. Irak med Dilan Apak
46. Mordplatsen med Marcus Leifby
47. 33-åringen II med Martin Lagos
48. Jan Guillou med Jan Guillou
49. Sydafrika med Ahmed Berhan
50. Jofi med Kringlan Svensson
51. Ostkustfiskarna med Ankan Johansson
52. Skandiamannen med Lisa Eriksson
53. Kristna knäppgökar med Magnus Betnér
54. Den galne österrikaren med Petter Bristav
55. Förening för Palmes likvidation med Lena Frisk
56. Sydafrika II med Isak Jansson
57. Kyrkorådet med Niklas Andersson
58. Hänt i veckan med Nanna Johansson
59. Europeiska arbetarpartiet med Frida
60. Missbrukarkretsar med Henrik Mattisson
61. Lasermannen II med Anton Magnusson
62. Hiphop-Palme med Juan Havana
63. Aktiespararspåret med Måns Möller
64. Janne Värmland med Oscar Nilsson
65. Tidsandan med Sven Melander
66. Robert Durst med Linnéa Wikblad
67. Bevara Sverige svenskt med Albin Olsson
68. Tourettes-Christer med Petrina Solange
69. Ingvar Carlsson med Elinor Svensson
70. Kungen är död! med Valle Westesson
71. Förväxlingsteorin med Erik Börén
72. Feministernas fullträff med Johanna Wagrell
73. Gio Petré med Kalle Lind
74. Fejka sin död med Carl Stanley
75. Norrköpingsmötet med Arantxa Álvarez
76. Sönerna med Emma Hansson Löfgren
77. The Club of Isles med Armann Hreinsson
78. KGB med Dominik Henzel
79. Barbrogruppen med Marcus Berggren
80. Bertil Wedin med Messiah Hallberg
81. Skandiamannen II med K Svensson
82. Tipslinjen med Martin Soneby, Armann Hreinsson, Petrina Solange, Fritte Fritzson, Emma Knyckare, Johanna Wagrell, Marcus Johansson, K Svensson
83. RAF med Anders Sparring
84. Hans Holmér med Eva Solér
85. En svensk hustler med Ola Aurell
86. Elixir med Simon Gärdenfors
87. Palmemodet med Johan Hurtig Wagrell
88. Saltfria-Väg-Fraktionen med Sandra Ilar
89. Privatspanare med Dan Hörning
90. Stay Behind II med Henrik Bromander
91. Mordet på Gustav III med K Svensson
92. Harvardaffären med Clara Kristiansen
93. Ring PMP / Justitieombudsmannen med Ina Lundström, Eva Solèr
94. En oväntad vändning med Jesper Rönndahl
95. Palmemordsmusik med Fredrik Strage
96. Christer Andersson med Filip Andersson
97. Mordet på 33-åringen med Johanna Hurtig Wagrell
98. Erdogan Sarikaya med Farah Abadi
99. Spelklubben Oxen med Viktor Carlsson
100. Polisman Ö med Färska Prinzen
101. Konstnären TT med Johannes Brenning
102. Mordet på Palmeutredningen med Gunnar Wall
103. Den osannolika mördaren avsnitt 1 med K Svensson
104. Den osannolika mördaren avsnitt 2 med Ola Söderholm
105. Den osannolika mördaren avsnitt 3 med Eva Solér
106. Den osannolika mördaren avsnitt 4 med Anton Magnusson
107. Den osannolika mördaren avsnitt 5 med Parisa Amiri
108. Ingenjören (Saltfria-Väg-Fraktionen II) med WPU-Simon
109. Saltfria-Väg-Fraktionen III med Petrina Solange, Sandra Ilar
110. Saltfria-Väg-Fraktionen IV med WPU-Simon
111. Palmemordsspråket med Fredrik Lindström
112. Jakten på Olof Palmes glass med Lotta Lundgren
113. Fantombilden med Fanny Agazzi
114. Bevisvärdering med Christan Dahlman
115. Fallskärmsjägare med Per Fritzell
116. Shirley MacLaine med Ri Versteegh
117. Palmemordet som pusseldeckare med Måns Nilsson
118. Jakten på Stig med Lasse Lampers
119. Århundradets brott med Camilla Kvartoft
120. Mördarjakten med Björn "Grizzly" Carlsson (feat Marcus Johansson)
121. Bonden M med Filip Hjelmér
122. Carl-Fredrik Algernon med Isidor Olsbjörk
123. Ensam galning med Henrik Nyblom
124. Mordet på Anna Lindh med Lovisa Henriksson
125. Fiktiv granskning med Jimmy Olsson
126. Pelle Svensson med Julia Roos